# Benny Morris
Pour les articles homonymes, voir Morris.
Benny Morris, né le 8 décembre 1948, est un historien israélien, professeur au département d'études du Moyen-Orient à l'université Ben Gourion du Néguev à Beer-Sheva.
Il est l'un des plus influents représentants des nouveaux historiens israéliens, un groupe d'universitaires ayant remis en question à la fin des années 1980 une certaine vision du conflit israélo-palestinien. Plus précisément c'est dans son livre de 1989 The Birth of the Palestinian Refugee Problem, 1947-1948 (La naissance du problème des réfugiés palestiniens, 1947-1948) que, sur la base d'archives israéliennes récemment déclassifiées, Morris démontre que l'exode des réfugiés palestiniens en 1948 avait été en grande partie la conséquence d'expulsions délibérées et de la violence des forces loyales à Israël, plutôt que d'ordres venus des Arabes comme l'histoire officielle l'avait prétendu auparavant.
Le travail de Morris connaît un changement idéologique à partir de 2000, pendant la seconde intifada : il adopte alors un point de vue plus conservateur et plus critique à l'égard des Palestiniens, décrivant les expulsions de 1948 comme un acte justifié.

## Biographie

### Vie privée
Les parents de Morris émigrent en Palestine sous mandat britannique en 1947. Ils appartiennent au mouvement Hashomer Hatzair et s'installent dans le kibboutz Ein HaHoresh au sud de Haïfa où naît Benny en 1948.
Plus tard, ses parents font partie des fondateurs du kibboutz Yas'Ur situé sur les terres de Birwe, un village arabe dont les habitants arabes furent expulsés pendant la guerre Israélo-Arabe de 1948, mais ils déménagent dès 1949 à Jérusalem.
Son père Ya'akov est nommé diplomate et en 1957 la famille déménage à New York où elle réside durant quatre ans puis à nouveau deux ans en 1963.
À la fin de ses études secondaires, Morris effectue son service militaire en Israël dans une unité de parachutistes et termine son instruction juste avant la guerre des Six Jours. Son bataillon est placé en réserve sur le front du Golan mais ne prend pas de part active à la guerre bien que plusieurs de ses membres, dont le commandant, soient blessés par des tirs d'artillerie syriens.
En 1969, il est blessé par un obus égyptien alors qu'il est en garnison sur le canal de Suez. « Je ne leur en tiens pas rancune »[réf. nécessaire], a-t-il déclaré plus tard. Il est libéré quatre mois avant la fin de son service militaire.
Benny Morris effectue alors des études d'histoire à l'université hébraïque de Jérusalem qu'il poursuit par un doctorat à l'université de Cambridge portant sur les relations anglo-allemandes.
À son retour à Jérusalem, il travaille au Jerusalem Post où il restera pendant 12 ans. Il se marie et a trois enfants.

### Thèse sur l'Exode palestinien de 1948
Benny Morris effectue pendant son temps libre des recherches dans les archives du gouvernement israélien. Il s'intéresse initialement au Palmah, une milice paramilitaire sioniste d'élite de l'époque de la fin du Mandat britannique de Palestine, mais l'accès à ses archives lui est retiré[pourquoi ?]. Il s'intéresse alors au problème de l'exode palestinien pendant la guerre de 1948. À la suite de ses recherches, il publie en 1988 aux Presses universitaires de Cambridge l'ouvrage qui le rendra célèbre : The Birth of the Palestinian Refugee Problem.
Dans ce livre, Benny Morris soutient que 700 000 Palestiniens ont fui leurs maisons « principalement à cause des attaques militaires israéliennes, de la peur d'attaques imminentes et des expulsions ». Il affirme qu'il n'y avait pas de « politique d'expulsion centralisée » en tant que telle, pas de plan général de transfert, mais néanmoins il soutient que « des expulsions ont été ordonnées ad hoc par le haut commandement israélien selon les besoins ». Il rapporte que seulement dans certains cas, les Arabes palestiniens sont partis sous les instructions des autorités arabes locales.
En 2022, Benny Morris et Benjamin Kedar publient dans la revue historique universitaire britannique Middle Eastern Studies leurs travaux indiquant l'usage d'armes biologiques par la Haganah, en 1948. Ils indiquent notamment l'empoisonnement de puits de villages palestiniens,.

### Activités politiques
En 1988, il refuse d'effectuer sa période de réserve dans les territoires palestiniens occupés et est condamné à trois semaines de prison militaire. Il est le 39e refuznik israélien. Il avait déjà servi avec réticence en 1982 lors de la guerre du Liban et une première fois dans les territoires occupés en 1986, mais la première Intifada n'avait pas encore commencé à cette époque.
À sa sortie de prison et à la suite des réactions par rapport à son ouvrage, il invente le terme de « Nouveaux historiens » pour dénommer les historiens qui sont en train de réécrire l'histoire des origines d'Israël comme lui, tel qu'Avi Shlaim et Ilan Pappé. Ces derniers sont attaqués avec virulence, accusés d'antisionisme et leur travail comparé à celui des négationnistes.
En 1990, quand le Jerusalem Post est racheté par Conrad Black qui en change sa ligne éditoriale le positionnant plus à droite.[réf. nécessaire], Benny Morris fait partie des « 35 journalistes de gauche » à être licenciés.

### Écrivain sur l'histoire d'Israël
Entre 1990 et 1995, il vit dans la précarité en tant qu'historien indépendant. Pour gagner sa vie, il publie de nouveaux livres : 1948 and After: Israel and the Palestinians (1990), Israel's Secret Wars (1991), The Roots of Appeasement (1992), Israel's Border Wars (1993).
Dans son ouvrage The Birth of the Palestinian Refugee Problem Revisited, il rapporte être alternativement vilipendé comme un propagandiste de l'OLP, comme un propagandiste sioniste sophistiqué et, plus rarement, comme un mauvais historien.
Il envisage alors d'émigrer vers les États-Unis mais le président israélien Ezer Weizman le convoque. Après avoir été convaincu de la sincérité du patriotisme sioniste de Benny Morris,il lui garantit un poste universitaire[réf. nécessaire]. En 1997, il est nommé professeur dans le département d'études du Moyen-Orient à l'université Ben Gourion du Néguev à Beer-Sheva. 

### Revirement politique
Dans une interview retentissante au journal Ha'aretz en janvier 2004, il déclare avoir changé et explique : « Les événements de camp David et ce qui a suivi dans leur sillage ont transformé mon doute en certitude. Quand les Palestiniens ont rejeté la proposition (celle du Premier Ministre Ehud Barak) en juillet 2000 et la proposition de Clinton en décembre 2000, j’ai compris qu’ils étaient peu disposés à accepter la solution de deux-Etats. Ils veulent tout. Lod, Acre et Jaffa ». 
Il déplore que l’épuration ethnique ayant visé les Palestiniens en 1948 n’ait pas été finalisée par le gouvernement israélien. 
Partisan de la théorie du choc des civilisations, il estime « valeurs du monde arabe sont aujourd’hui celles de barbares » et que « l’implantation massive de musulmans » en Occident représente une menace pour ce dernier. 
Concernant les Palestiniens, il défend une politique répressive et le mur de séparation : « dans une certaine mesure, la société palestinienne est une société malade qui doit être traitée comme le sont les tueurs en série. Nous devons essayer de soigner les Palestiniens. La création d’un État palestinien fait peut-être partie du traitement. Mais, dans l’attente de la panacée, il faut les emmurer et les empêcher de nous tuer. Il y a là une bête sauvage qui doit être mise en cage. Ben Gourion voyait juste quand il disait que seule la force convaincrait les Arabes d’accepter notre présence ici. La diplomatie est nécessaire pour rassurer l’Occident et notre propre conscience, mais seule notre force persuadera les Arabes de reconnaître qu’ils ne peuvent nous vaincre. » 
En 2005, il enseigne à l'université du Maryland, dans la ville de College Park aux États-Unis.

## Controverses
Dès la publication de ses premiers livres, Benny Morris et les autres nouveaux historiens sont durement critiqués par les intellectuels israéliens de droite et de gauche sioniste, accusés notamment d'être antisémites ou pro-arabes, et sont comparés aux négationnistes de la Shoah. Pour le politologue franco-israélien Ilan Greilsammer, à cette époque, « aux yeux de la plupart des Israéliens, quelqu'un qui documente les atrocités commises par les Juifs pendant la guerre d'indépendance ou toute autre guerre israélo-arabe est nécessairement un « antisioniste » ou, pire, un « postsioniste », un ennemi de lui-même, de son peuple et de son propre pays ».
Les ouvrages de Morris ont ainsi eu un impact sur la pensée politique israélienne, qui a progressivement intégré la part de responsabilité de l'État dans la tragédie palestinienne de 1948.

## Publications
- The Birth Of The Palestinian Refugee Problem, Cambridge University Press, 1989,  (ISBN 9780521338899)
- Israel's Border Wars, 1949-1956: Arab Infiltration, Israeli Retaliation and the Countdown to the Suez War, Clarendon Press, 1997,  (ISBN 9780198292623)
- Avec Ian Black : Israel's Secret Wars: A History of Israel's Intelligence Services, Avalon Travel Publishing, 2000, (première edition en 1991),  (ISBN 9780802132864)
- The Road to Jerusalem: Glubb Pasha, Palestine and the Jews, I B Tauris & Co Ltd, 2002,  (ISBN 9781860648120)
- Victimes, Histoire revisitée du conflit arabo-sioniste, Paris : Complexe, 2003,  (ISBN 9782870279380)
- The Birth Of The Palestinian Refugee Problem Revisited, Cambridge University Press, 2003,  (ISBN 0521009677)
- Making Israel, University of Michigan Press, 2007,  (ISBN 9780472032167)
- 1948: A History of the First Arab-Israeli War[8], Yale University Press, 2008,  (ISBN 9780300126969)
- One State, Two States: Resolving the Israel/Palestine Conflict, Yale University Press, 2009,  (ISBN 9780300122817)